# Завод суперфосфату в Більбао
Завод суперфосфату в Більбао — колишній виробничий майданчик на півночі Іспанії.
У 1896-му компанія Sociedad Española de la Dinamita заснувала в Більбао в районі Елоррієта (Elorrieta) хімічний завод, який виробляв сульфатну кислоту. Остання передусім була потрібна розташованому в тому ж районі заводу Burt, Bolton & Haywood, що працював з залишками нафтопереробки. Згодом завод «La Dinamita» узявся за випуск таких хімічних продуктів, як сульфат заліза (залізний купорос) та сульфат міді (мідний купорос).
На початку 20 століття в Іспанії почався бум виробництва фосфорного добрива — суперфосфату, чому сприяла географічна близькість до фосфоритів Північної Африки (хоча могли також використовувати фосфорити з Флориди) та великий ресурс піритів в іспанській провінції Уельва (шляхом спалювання піритів отримували сульфатну кислоту, за допомогою якої надалі розкладали фосфорити з отриманням суперфосфату). Зокрема, заснована в 1903-му за участі Sociedad Española de la Dinamita компанія Sociedad General de Industria y Comercio узялась в 1907-му за спорудження в Більбао в районі Лучана (Luchana) заводу суперфосфату. Первісно він використовував сульфатну кислоту від «La Dinamita», а вже у 1913-му отримав власне виробництво цього важливого напівфабрикату.
У 1933-му до Лучана перенесли виробництво заводу «La Dinamita», який уже давно мав проблеми через протести місцевих жителів з екологічним підґрунтям.
Про масштаб діяльності заводу добрив відомо, що станом на середину 1950-х його проєктна потужність становила 70 тисяч тонн суперфосфату на рік.
Ще в 1927-му Sociedad Española de la Dinamita була поглинена Unión Española de Explosivos (UEE). У 1970-му внаслідок злиття активи UEE перейшли до компанії Explosivos Rio Tinto (ERT), а наприкінці 1980-х внаслідок злиття ERT та SA Cros виник концерн Ercros.
У 1980-х іспанська промисловість добрив потрапила у кризу, що призвело до закриття низки підприємств. Одним з них став майданчик у Більбао, який припинив діяльність в 1992-му.